# Touchdown Glacier
Der Touchdown Glacier (englisch für Landungsgletscher) ist ein Gletscher in der antarktischen Ross Dependency. Er fließt in den Cook Mountains in südlicher Richtung zwischen dem Roadend Nunatak und den Brown Hills zum Darwin-Gletscher.
Teilnehmer einer von 1962 bis 1963 dauernden Kampagne im Rahmen der neuseeländischen Victoria University’s Antarctic Expeditions kartierten ihn und benannten den Gletscher so, da er als Landeplatz für Flugzeuge zur Unterstützung der Forschungsreise diente.